# فهرست پرفروش‌ترین فیلم‌های ژاپنی
فهرست پرفروش‌ترین فیلم‌های ژاپنی (انگلیسی: List of highest-grossing Japanese films)

## پردرآمدترین فیلم‌های ژاپنی در سراسر جهان
| عنوان                                     | ناخالص در سراسر جهان    | سال  | قالب      | منبع          |
| ----------------------------------------- | ----------------------- | ---- | --------- | ------------- |
| شیطان‌کش: فیلم کیمتسو نو یائیبا: قطار موگن | $۵۰۷٬۱۲۷٬۲۹۳            | ۲۰۲۰ | انیمه     | [ ۱ ]         |
| شهر اشباح                                 | $۳۹۵٬۵۸۰٬۰۰۰            | ۲۰۰۱ | انیمه     | [ ۲ ]         |
| نام تو                                    | $۳۸۲٬۲۳۸٬۱۸۱            | ۲۰۱۶ | انیمه     | [ ۳ ]         |
| سوزومه                                    | $۳۲۳٬۶۳۸٬۱۰۷            | ۲۰۲۲ | انیمه     | [ ۴ ]         |
| اولین اسلم دانک                           | $۲۷۸٬۶۰۰٬۴۱۲            | ۲۰۲۲ | انیمه     | [ ۵ ]         |
| فیلم وان پیس: قرمز                        | $۲۴۶٬۵۷۰٬۰۰۰            | ۲۰۲۲ | انیمه     | [ ۶ ]         |
| قلعه متحرک هاول (فیلم)                    | $۲۳۷٬۵۳۶٬۱۲۶            | ۲۰۰۴ | انیمه     | [ ۷ ]         |
| پونیو روی صخره کنار دریا                  | $۲۰۴٬۸۲۶٬۶۶۸            | ۲۰۰۸ | انیمه     | [ ۸ ]         |
| جوجوتسو کایسن ۰ (فیلم)                    | $۱۹۶٬۲۹۰٬۹۵۲            | ۲۰۲۱ | انیمه     | [ ۹ ]         |
| فرزند آب‌وهوا                              | $۱۹۳٬۷۱۵٬۳۶۰            | ۲۰۱۹ | انیمه     | [ ۱۰ ]        |
| با من بمان دورایمون                       | $۱۸۳٬۴۴۲٬۷۱۴            | ۲۰۱۴ | انیمه     | [ ۱۱ ]        |
| پوکمون: اولین فیلم                        | $۱۷۲٬۷۴۴٬۶۶۲            | ۱۹۹۸ | انیمه     | [ ۱۲ ]        |
| شاهزاده مونونوکه                          | $۱۷۰٬۰۰۵٬۸۷۵            | ۱۹۹۷ | انیمه     | [ ۱۳ ]        |
| لرزش‌های دوطرفه ۲                          | $۱۶۴٬۴۵۰٬۰۰۰            | ۲۰۰۳ | لایو اکشن | [ ۱۴ ]        |
| پسر و مرغ ماهی‌خوار                        | $۱۵۹٬۸۴۷٬۴۸۷            | ۲۰۲۳ | انیمه     | [ ۱۵ ]        |
| آریتی                                     | $۱۴۸٬۹۷۹٬۷۹۴            | ۲۰۱۰ | انیمه     | [ ۱۶ ]        |
| باد برمی‌خیزد                              | $۱۳۶٬۸۶۴٬۷۸۰            | ۲۰۱۳ | انیمه     | [ ۱۷ ]        |
| پوکمون فیلم ۲۰۰۰                          | $۱۳۳٬۹۴۹٬۲۷۰            | ۱۹۹۹ | انیمه     | [ ۱۸ ]        |
| دراگون بال سوپر: برولی                    | $۱۲۲٬۷۴۷٬۷۵۵            | ۲۰۱۸ | انیمه     | [ ۱۹ ]        |
| پرونده بسته شده: مشت یاقوت کبود           | $۱۱۵٬۵۷۰٬۳۱۴            | ۲۰۱۹ | انیمه     | [ ۲۰ ]        |
| اودورو دایسوساسن                          | $۱۱۵٬۰۰۰٬۰۰۰            | ۱۹۹۸ | لایو-اکشن | [ ۲۱ ]        |
| کارآگاه کانن: زیردریایی آهن سیاه          | $۱۱۲٬۴۳۰٬۰۰۰            | ۲۰۲۳ | انیمه     | [ ۲۲ ]        |
| کارآگاه کانن: پرونده بسته شد              | $۱۰۸٬۲۰۷٬۰۰۰            | ۲۰۱۸ | انیمه     | [ ۲۳ ]        |
| گودزیلا منهای یک                          | ۱۰۵,۴۰۳,۹۰۰ دلار آمریکا | ۲۰۲۳ | لایو-اکشن | [ ۲۴ ]        |
| ماجراهای میلو و اوتیس                     | $۱۰۴٬۱۲۱٬۷۴۹            | ۱۹۸۶ | لایو-اکشن | [ الف ]       |
| کارآگاه کونان: عروس هالووین               | $۱۰۲٬۵۵۳٬۴۰۱            | ۲۰۲۲ | انیمه     | [ ۲۷ ] [ ۲۸ ] |
| کارآگاه کونان: گلوله سرخ                  | $۱۰۲٬۵۴۱٬۲۸۲            | ۲۰۲۱ | انیمه     | [ ۲۹ ]        |
| دراگون بال سوپر: ابرقهرمان                | $۱۰۲٬۵۰۰٬۰۰۰            | ۲۰۲۲ | انیمه     | [ ۳۰ ]        |
| جنوبگان (فیلم ۱۹۸۳)                       | $۱۰۱٬۰۰۰٬۰۰۰            | ۱۹۸۳ | لایو-اکشن | [ ۳۱ ]        |
| ساعت یو-کای: فیلم                         | $۹۹٬۴۸۱٬۳۰۷             | ۲۰۱۴ | انیمه     | [ ۳۲ ]        |
| اومیزارو ۳: آخرین پیغام                   | $۹۸٬۶۶۳٬۳۸۱             | ۲۰۱۰ | لایو-اکشن | [ ۳۳ ]        |
| وان پیس: ازدحام                           | $۹۳٬۰۰۰٬۰۰۰             | ۲۰۱۹ | انیمه     | [ ۳۴ ]        |
| اونگلیون: ۳٫۰+۱٫۰ سه بار در یک زمان       | $۹۲٬۲۴۶٬۲۱۸             | ۲۰۲۱ | انیمه     | [ ۳۵ ]        |
| دل‌های شجاع: اومیزارو                      | $۹۱٬۸۸۴٬۳۵۲             | ۲۰۱۲ | لایو-اکشن | [ ۳۶ ]        |
| تازه‌کارها (مانگا)                         | $۸۸٬۰۵۵٬۲۴۳             | ۲۰۰۹ | لایو-اکشن | [ ۳۷ ]        |
| نودامه کانتابیله                          | $۸۶٬۱۹۲٬۷۴۰             | ۲۰۱۰ | لایو-اکشن | [ ۳۸ ]        |
| بای ساید شاکه‌داون ۳                       | $۸۵٬۳۴۷٬۳۷۴             | ۲۰۱۰ | لایو-اکشن | [ ۳۹ ]        |
| فیلم وان پیس: ضد                          | $۸۵٬۰۰۰٬۰۰۰             | ۲۰۱۲ | انیمه     | [ ب ]         |
| خلبان ابدی                                | $۸۴٬۵۰۰٬۰۰۰             | ۲۰۱۳ | لایو-اکشن | [ ۴۶ ]        |
| دورایمون فیلم: جزیره گنج نابیتا           | $۸۰٬۹۲۰٬۹۱۶             | ۲۰۱۸ | انیمه     | [ ۴۷ ]        |
| قهرمان (فیلم ۲۰۰۷)                        | $۸۰٬۴۰۰٬۰۰۰             | ۲۰۰۷ | لایو-اکشن | [ ۴۸ ]        |
| کد آبی (مجموعه تلویزیونی)                 | $۷۸٬۷۷۸٬۵۶۲             | ۲۰۱۸ | لایو-اکشن | [ ۴۹ ]        |
| بازخیز گودزیلا                            | $۷۸٬۰۵۳٬۱۴۵             | ۲۰۱۶ | لایو-اکشن | [ ۵۰ ]        |
| حکایت دریای زمین                          | $۷۵٬۵۰۰٬۰۰۰             | ۲۰۰۶ | انیمه     | [ ۵۱ ]        |
| حمام‌های رومی                              | $۷۵٬۳۸۷٬۵۵۴             | ۲۰۱۲ | لایو-اکشن | [ ۵۲ ]        |
| فریاد عشق، در مرکز جهان                   | $۷۴٬۸۴۹٬۰۷۳             | ۲۰۰۴ | لایو-اکشن | [ ۵۳ ]        |
| جاده ابریشم (فیلم)                        | $۷۴٬۱۲۳٬۹۵۹             | ۱۹۸۸ | لایو-اکشن | [ پ ]         |
| بای ساید شاکه‌داون: فینال                  | $۷۲٬۸۶۷٬۳۹۵             | ۲۰۱۲ | لایو-اکشن | [ ۵۶ ]        |
| هانا یوری دانگو فینال: فیلم               | $۷۲٬۲۴۳٬۶۰۹             | ۲۰۰۸ | انیمه     | [ ۵۷ ]        |
| پوکمون-زوروآرک: استاد توهمات              | $۷۱٬۱۴۳٬۵۲۹             | ۲۰۱۰ | انیمه     | [ ۵۸ ]        |

## پرفروش‌ترین فیلم‌های ژاپنی در ژاپن
در زیر لیستی از پرفروش ترین فیلم های ژاپنی در ژاپن آمده است.
| عنوان                                     | ناخالص ژاپن     | سال  | قالب      | منبع   |
| ----------------------------------------- | --------------- | ---- | --------- | ------ |
| شیطان‌کش: فیلم کیمتسو نو یائیبا: قطار موگن | ¥۴۰٬۴۳۰٬۰۰۰٬۰۰۰ | ۲۰۲۰ | انیمه     | [ ۵۹ ] |
| شهر اشباح                                 | ¥۳۱٬۶۸۰٬۰۰۰٬۰۰۰ | ۲۰۰۱ | انیمه     | [ ۵۹ ] |
| نام تو                                    | ¥۲۵٬۱۷۰٬۰۰۰٬۰۰۰ | ۲۰۱۶ | انیمه     | [ ۵۹ ] |
| فیلم وان پیس: قرمز                        | ¥۲۰٬۳۳۰٬۰۰۰٬۰۰۰ | ۲۰۲۲ | انیمه     | [ ۵۹ ] |
| شاهزاده مونونوکه                          | ¥۲۰٬۱۸۰٬۰۰۰٬۰۰۰ | ۱۹۹۷ | انیمه     | [ ۵۹ ] |
| قلعه متحرک هاول (فیلم)                    | ¥۱۹٬۶۰۰٬۰۰۰٬۰۰۰ | ۲۰۰۴ | انیمه     | [ ۵۹ ] |
| لرزش‌های دوطرفه ۲                          | ¥۱۷٬۳۵۰٬۰۰۰٬۰۰۰ | ۲۰۰۳ | لایو اکشن | [ ۶۰ ] |
| اولین اسلم دانک                           | ¥۱۵٬۸۷۰٬۰۰۰٬۰۰۰ | ۲۰۲۲ | انیمه     | [ ۶۱ ] |
| پونیو روی صخره کنار دریا                  | ¥۱۵٬۵۰۰٬۰۰۰٬۰۰۰ | ۲۰۰۸ | انیمه     | [ ۵۹ ] |
| سوزومه                                    | ¥۱۴٬۸۶۰٬۰۰۰٬۰۰۰ | ۲۰۲۲ | انیمه     | [ ۵۹ ] |
| فرزند آب‌وهوا                              | ¥۱۴٬۲۳۰٬۰۰۰٬۰۰۰ | ۲۰۱۹ | انیمه     | [ ۵۹ ] |
| کارآگاه کانن: زیردریایی آهن سیاه          | ¥۱۳٬۸۳۰٬۰۰۰٬۰۰۰ | ۲۰۲۳ | انیمه     | [ ۵۹ ] |
| جوجوتسو کایسن ۰ (فیلم)                    | ¥۱۳٬۸۰۰٬۰۰۰٬۰۰۰ | ۲۰۲۱ | انیمه     | [ ۵۹ ] |
| باد برمی‌خیزد                              | ¥۱۲٬۰۲۰٬۰۰۰٬۰۰۰ | ۲۰۱۳ | انیمه     | [ ۵۹ ] |
| جنوبگان (فیلم ۱۹۸۳)                       | ¥۱۱٬۰۰۰٬۰۰۰٬۰۰۰ | ۱۹۸۳ | لایو-اکشن | [ ۶۲ ] |
| اونگلیون: ۳٫۰+۱٫۰ سه بار در یک زمان       | ¥۱۰٬۲۸۰٬۰۰۰٬۰۰۰ | ۲۰۲۱ | انیمه     | [ ۶۳ ] |
| اودورو دایسوساسن                          | ¥۱۰٬۱۰۰٬۰۰۰٬۰۰۰ | ۱۹۹۸ | لایو-اکشن | [ ۵۹ ] |
| ماجراهای میلو و اوتیس                     | ¥۹٬۸۰۰٬۰۰۰٬۰۰۰  | ۱۹۸۶ | لایو-اکشن | [ ۵۹ ] |
| کارآگاه کونان: عروس هالووین               | ¥۹٬۷۸۰٬۰۰۰٬۰۰۰  | ۲۰۲۲ | انیمه     | [ ۵۹ ] |
| پرونده بسته شده: مشت یاقوت کبود           | ¥۹٬۳۷۰٬۰۰۰٬۰۰۰  | ۲۰۱۹ | انیمه     | [ ۶۴ ] |
| کد آبی (مجموعه تلویزیونی)                 | ¥۹٬۳۰۰٬۰۰۰٬۰۰۰  | ۲۰۱۸ | لایو-اکشن | [ ۶۵ ] |
| آریتی                                     | ¥۹٬۲۶۰٬۰۰۰٬۰۰۰  | ۲۰۱۰ | انیمه     | [ ۶۶ ] |
| آسمان و زمین (فیلم ۱۹۹۰)                  | ¥۹٬۲۰۰٬۰۰۰٬۰۰۰  | ۱۹۹۰ | لایو-اکشن | [ ۵۹ ] |
| کارآگاه کانن: پرونده بسته شد              | ¥۹٬۱۸۰٬۰۰۰٬۰۰۰  | ۲۰۱۸ | انیمه     | [ ۵۹ ] |
| خلبان ابدی                                | ¥۸٬۷۶۰٬۰۰۰٬۰۰۰  | ۲۰۱۳ | لایو-اکشن | [ ۵۹ ] |

## پرفروش‌ترین فیلم‌ها بر پایه سال
| سال  | عنوان                                               | باکس آفیس ژاپن (حدود) | باکس آفیس ژاپن (حدود) | باکس آفیس ژاپن (حدود) | باکس آفیس ژاپن (حدود)   | قالب      |
| سال  | عنوان                                               | گیشه                  | دریافتی‌های ناخالص     | پذیرش‌ها               | منبع                    | قالب      |
| ---- | --------------------------------------------------- | --------------------- | --------------------- | --------------------- | ----------------------- | --------- |
| 1950 | خواهران مونکاتا                                     | ¥۸۳,۷۸۰,۰۰۰           | ناشناخته              | ناشناخته              | [ ۶۷ ]                  | لایو-اکشن |
| 1951 | داستان گنجی (فیلم ۱۹۵۱)                             | ¥۱۴۱,۰۵۰,۰۰۰          | ناشناخته              | ناشناخته              | [ ۶۷ ]                  | لایو-اکشن |
| 1952 | طعم چای سبز روی برنج                                | ¥۱۰۹,۹۲۰,۰۰۰          | ناشناخته              | ناشناخته              | [ ۶۷ ]                  | لایو-اکشن |
| 1953 | Kimi no na wa: Dainibu (What is Your Name? Part 2)  | ¥۳۰۰,۰۲۰,۰۰۰          | ناشناخته              | ناشناخته              | [ ۶۷ ]                  | لایو-اکشن |
| 1954 | Kimi no na wa: Daisanbu (What is Your Name? Part 3) | ¥۳۳۰,۱۵۰,۰۰۰          | ناشناخته              | 9,690,000             | [ ۶۸ ]                  | لایو-اکشن |
| 1955 | Shuzenji Monogatari (A Tale of Shuzenji)            | ¥۱۸۳,۶۸۰,۰۰۰          | ناشناخته              | 8,340,000             | [ ۶۷ ] [ ۶۹ ]           | لایو-اکشن |
| 1956 | Kyofu no Kuchu Satsujin (Air Murder of Fear)        | ¥۱۹۲,۹۱۰,۰۰۰          | ناشناخته              | ۵٬۵۰۰٬۰۰۰             | [ ۶۷ ] [ ۷۰ ]           | لایو-اکشن |
| 1957 | Emperor Meiji and the Great Russo-Japanese War      | ¥۵۴۲,۹۱۰,۰۰۰          | ناشناخته              | 20,000,000            | [ ۶۷ ] [ ۷۱ ]           | لایو-اکشن |
| 1958 | چهل و هفت رونین وفادار                              | ¥۴۱۰,۳۳۰,۰۰۰          | ناشناخته              | ۱۱٬۷۰۰٬۰۰۰            | [ ۶۷ ] [ ۷۰ ]           | لایو-اکشن |
| 1959 | سه گنج                                              | ¥۳۴۴,۳۲۰,۰۰۰          | ناشناخته              | ۹٬۶۰۰٬۰۰۰             | [ ۶۷ ] [ ۷۰ ]           | لایو-اکشن |
| 1960 | Tenka o Toru (I Take the World)                     | ¥۳۲۳,۹۲۰,۰۰۰          | ناشناخته              | ۸٬۳۰۰٬۰۰۰             | [ ۷۲ ] [ ۷۰ ]           | لایو-اکشن |
| 1961 | آکو روشی                                            | ¥۴۳۵,۰۰۰,۰۰۰          | ناشناخته              | ۹٬۷۰۰٬۰۰۰             | [ ۷۲ ] [ ۷۰ ]           | لایو-اکشن |
| 1962 | سانجورو                                             | ¥۴۵۰,۱۰۰,۰۰۰          | ناشناخته              | 11,200,000            | [ ۷۲ ] [ ۶۹ ]           | لایو-اکشن |
| 1963 | بهشت و دوزخ                                         | ¥۴۶۰,۲۰۰,۰۰۰          | ناشناخته              | ۶٬۴۰۰٬۰۰۰             | [ ۷۲ ] [ ۷۰ ]           | لایو-اکشن |
| 1964 | ماترا در برابر گودزیلا                              | ¥۲,۰۹۷,۰۰۰,۰۰۰        | ناشناخته              | 7,220,000             | [ ت ] [ ۶۹ ]            | لایو-اکشن |
| 1965 | المپیاد توکیو (فیلم)                                | ¥۱,۲۵۰,۰۰۰,۰۰۰        | ناشناخته              | 23,500,000            | [ ۷۲ ] [ ۷۶ ]           | لایو-اکشن |
| 1966 | گودزیلا در برابر هیولای دریایی                      | ¥۳۱۰,۰۰۰,۰۰۰          | ناشناخته              | 4,210,000             | [ ۷۳ ] [ ۶۹ ]           | لایو-اکشن |
| 1967 | طولانی‌ترین روز ژاپن                                 | ¥۴۱۹,۵۰۰,۰۰۰          | ناشناخته              | ۴٬۴۰۰٬۰۰۰             | [ ۷۲ ] [ ۷۰ ]           | لایو-اکشن |
| 1968 | شن‌های کوروبه                                        | ¥۷۹۶,۱۶۰,۰۰۰          | ناشناخته              | ۷٬۶۰۰٬۰۰۰             | [ ۷۲ ] [ ۷۰ ]           | لایو-اکشن |
| 1969 | پرچم‌های سامورایی                                    | ¥۷۲۰,۰۰۰,۰۰۰          | ناشناخته              | ۶٬۱۰۰٬۰۰۰             | [ ۷۲ ] [ ۷۰ ]           | لایو-اکشن |
| 1970 | مردان و جنگ                                         | ¥۵۹۰,۰۰۰,۰۰۰          | ناشناخته              | ۴٬۸۰۰٬۰۰۰             | [ ۷۷ ] [ ۷۰ ]           | لایو-اکشن |
| 1971 | ندای عشق تورا-سان                                   | ¥۷۸۳,۲۸۰,۰۰۰          | ناشناخته              | ۵٬۶۰۰٬۰۰۰             | [ ۷۷ ] [ ۷۰ ]           | لایو-اکشن |
| 1972 | رؤیای تورا-سان به حقیقت پیوست                       | ¥۹۳۴,۰۸۰,۰۰۰          | ناشناخته              | ۶٬۱۰۰٬۰۰۰             | [ ۷۷ ] [ ۷۰ ]           | لایو-اکشن |
| 1973 | غرق شدن ژاپن                                        | ¥۴,۴۶۸,۶۸۰,۰۰۰        | ناشناخته              | 6,500,000             | [ ۷۷ ] [ ۷۸ ]           | لایو-اکشن |
| 1974 | The Drifters no Gokuraku wa Dokoda!!                | ¥۱٬۱۰۰٬۰۰۰٬۰۰۰        | ناشناخته              | ۴٬۶۰۰٬۰۰۰             | [ ۷۹ ] [ ۷۰ ]           | لایو-اکشن |
| 1974 | لالایی تورا-سان                                     | ¥۱٬۱۰۰٬۰۰۰٬۰۰۰        | ناشناخته              | ۴٬۶۰۰٬۰۰۰             | [ ۷۹ ] [ ۷۰ ]           | لایو-اکشن |
| 1975 | تورا-سان، روشنفکر                                   | ¥۱٬۱۹۱٬۰۰۰٬۰۰۰        | ناشناخته              | ۴٬۰۰۰٬۰۰۰             | [ ۸۰ ] [ ۷۰ ]           | لایو-اکشن |
| 1976 | انقلاب انسانی                                       | ¥۱٬۶۰۷٬۰۰۰٬۰۰۰        | ناشناخته              | ۴٬۸۰۰٬۰۰۰             | [ ۸۱ ] [ ۷۰ ]           | لایو-اکشن |
| 1977 | کوه هاکودا (فیلم ۱۹۷۷)                              | ¥۲٬۵۰۹٬۰۰۰٬۰۰۰        | ناشناخته              | ۶٬۸۰۰٬۰۰۰             | [ ۸۲ ] [ ۷۰ ]           | لایو-اکشن |
| 1978 | هرگز تسلیم نشو (فیلم ۱۹۷۸)                          | ¥۲٬۱۸۰٬۰۰۰٬۰۰۰        | ناشناخته              | ۵٬۵۰۰٬۰۰۰             | [ ۸۳ ] [ ۷۰ ]           | لایو-اکشن |
| 1979 | گلکسی اکسپرس ۹۹۹ (فیلم)                             | ¥۱٬۶۵۰٬۰۰۰٬۰۰۰        | ناشناخته              | ۴٬۴۰۰٬۰۰۰             | [ ۸۴ ] [ ۷۰ ]           | انیمه     |
| 1980 | کاگه‌موشا                                            | ¥۲٬۷۰۰٬۰۰۰٬۰۰۰        | ¥۴٬۵۹۰٬۰۰۰٬۰۰۰        | ۴٬۵۰۰٬۰۰۰             | [ ۸۵ ] [ ۸۶ ] [ ۷۰ ]    | لایو-اکشن |
| 1981 | Moeru Yūsha (The Blazing Valiant)                   | ¥۲٬۳۰۰٬۰۰۰٬۰۰۰        | ¥۳٬۹۱۰٬۰۰۰٬۰۰۰        | ۳٬۶۰۰٬۰۰۰             | [ ۸۷ ] [ ۸۶ ] [ ۷۰ ]    | لایو-اکشن |
| 1981 | لباس ملوان و مسلسل                                  | ¥۲٬۳۰۰٬۰۰۰٬۰۰۰        | ¥۳٬۹۱۰٬۰۰۰٬۰۰۰        | ۳٬۶۰۰٬۰۰۰             | [ ۸۷ ] [ ۸۶ ] [ ۷۰ ]    | لایو-اکشن |
| 1982 | High Teen Boogie                                    | ¥۱٬۸۰۰٬۰۰۰٬۰۰۰        | ¥۳٬۰۶۰٬۰۰۰٬۰۰۰        | ۲٬۸۰۰٬۰۰۰             | [ ۸۷ ] [ ۸۸ ] [ ۷۰ ]    | لایو-اکشن |
| 1983 | جنوبگان (فیلم ۱۹۸۳)                                 | ¥۵٬۹۰۰٬۰۰۰٬۰۰۰        | ¥۱۱٬۰۰۰٬۰۰۰٬۰۰۰       | 12,000,000            | [ ۸۹ ] [ ۵۹ ] [ ۹۰ ]    | لایو-اکشن |
| 1984 | Main Theme                                          | ¥۱٬۸۵۰٬۰۰۰٬۰۰۰        | ¥۳٬۱۵۰٬۰۰۰٬۰۰۰        | 3,200,000             | [ ۹۱ ] [ ۸۶ ] [ ۶۹ ]    | لایو-اکشن |
| 1984 | Aijō Monogatari (Curtain Call)                      | ¥۱٬۸۵۰٬۰۰۰٬۰۰۰        | ¥۳٬۱۵۰٬۰۰۰٬۰۰۰        | 3,200,000             | [ ۹۱ ] [ ۸۶ ] [ ۶۹ ]    | لایو-اکشن |
| 1985 | چنگ برمه‌ای (فیلم ۱۹۸۵)                              | ¥۲٬۹۵۰٬۰۰۰٬۰۰۰        | ¥۵٬۹۰۰٬۰۰۰٬۰۰۰        | ۵٬۳۰۰٬۰۰۰             | [ ۹۲ ] [ ۹۳ ] [ ۷۰ ]    | لایو-اکشن |
| 1986 | ماجراهای میلو و اوتیس                               | ¥۵٬۴۰۰٬۰۰۰٬۰۰۰        | ¥۹٬۸۰۰٬۰۰۰٬۰۰۰        | 7,500,000             | [ ۹۴ ] [ ۵۹ ] [ ۹۵ ]    | لایو-اکشن |
| 1987 | هاچیکو مونوگاتاری                                   | ¥۲٬۰۰۰٬۰۰۰٬۰۰۰        | ¥۳٬۴۰۰٬۰۰۰٬۰۰۰        | ۳٬۰۰۰٬۰۰۰             | [ ۹۶ ] [ ۸۶ ] [ ۷۰ ]    | لایو-اکشن |
| 1988 | جاده ابریشم (فیلم)                                  | ¥۴٬۵۰۰٬۰۰۰٬۰۰۰        | ¥۸٬۲۰۰٬۰۰۰٬۰۰۰        | ۷٬۳۰۰٬۰۰۰             | [ ۹۷ ] [ ۵۹ ] [ ۷۰ ]    | لایو-اکشن |
| 1989 | سرویس تحویل کی‌کی                                    | ¥۲٬۱۷۰٬۰۰۰٬۰۰۰        | ¥۴٬۳۰۰٬۰۰۰٬۰۰۰        | 2,640,619             | [ ۹۸ ] [ ۹۹ ]           | انیمه     |
| 1990 | آسمان و زمین (فیلم ۱۹۹۰)                            | ¥۵٬۰۵۰٬۰۰۰٬۰۰۰        | ¥۹٬۲۰۰٬۰۰۰٬۰۰۰        | ۷٬۸۰۰٬۰۰۰             | [ ۱۰۰ ] [ ۵۹ ] [ ۷۰ ]   | لایو-اکشن |
| 1991 | همین دیروز                                          | ¥۱٬۸۷۰٬۰۰۰٬۰۰۰        | ¥۳٬۱۸۰٬۰۰۰٬۰۰۰        | 2,200,000             | [ ۱۰۱ ] [ ۱۰۲ ] [ ۱۰۳ ] | انیمه     |
| 1992 | پورکو روسو                                          | ¥۲٬۸۰۰٬۰۰۰٬۰۰۰        | ¥۵٬۴۰۰٬۰۰۰٬۰۰۰        | 3,100,000             | [ ۱۰۴ ] [ ۱۰۵ ] [ ۱۰۶ ] | انیمه     |
| 1993 | Rex: Kyōryū Monogatari (Rex: A Dinosaur's Story)    | ¥۲٬۲۰۰٬۰۰۰٬۰۰۰        | ¥۳٬۷۴۰٬۰۰۰٬۰۰۰        | ۳٬۰۰۰٬۰۰۰             | [ ۱۰۷ ] [ ۸۶ ] [ ۷۰ ]   | لایو-اکشن |
| 1994 | پوم پوکو                                            | ¥۲٬۶۵۰٬۰۰۰٬۰۰۰        | ¥۴٬۴۷۰٬۰۰۰٬۰۰۰        | 3,300,000             | [ ۱۰۲ ] [ ۱۰۸ ] [ ۱۰۹ ] | انیمه     |
| 1995 | گودزیلا در برابر دسترویا                            | ¥۲٬۰۰۰٬۰۰۰٬۰۰۰        | ¥۳٬۵۰۰٬۰۰۰٬۰۰۰        | 4,000,000             | [ ۱۱۰ ] [ ۱۱۱ ] [ ۶۹ ]  | لایو-اکشن |
| 1996 | مایل هستید برقصیم؟ (فیلم ۱۹۹۶)                      | ¥۱٬۶۰۰٬۰۰۰٬۰۰۰        | ¥۲٬۷۲۰٬۰۰۰٬۰۰۰        | ۲٬۲۰۰٬۰۰۰             | [ ۱۱۰ ] [ ۸۶ ] [ ۷۰ ]   | لایو-اکشن |
| 1996 | دورایمون: نوبیتا و گلکسی سوپر اکسپرس                | ¥۱٬۶۰۰٬۰۰۰٬۰۰۰        | ¥۲٬۷۲۰٬۰۰۰٬۰۰۰        | ۲٬۲۰۰٬۰۰۰             | [ ۱۱۰ ] [ ۸۶ ] [ ۷۰ ]   | انیمه     |
| 1996 | مدرسه جن‌زده ۲                                       | ¥۱٬۶۰۰٬۰۰۰٬۰۰۰        | ¥۲٬۷۲۰٬۰۰۰٬۰۰۰        | ۲٬۲۰۰٬۰۰۰             | [ ۱۱۰ ] [ ۸۶ ] [ ۷۰ ]   | لایو-اکشن |

## پردرآمدترین فیلم‌های ژاپنی از نظر درآمد جهانی از سال ۱۹۹۷
| سال  | عنوان                                     | در سراسر جهان ناخالص        | بودجه       | قالب      | منبع                  |
| ---- | ----------------------------------------- | --------------------------- | ----------- | --------- | --------------------- |
| 1997 | شاهزاده مونونوکه                          | $۱۶۹٬۷۸۵٬۷۰۴                | —           | انیمه     | [ ۱۳ ]                |
| 1998 | پوکمون: اولین فیلم                        | $۱۷۲٬۷۴۴٬۶۶۲                | $۱۰٬۰۰۰٬۰۰۰ | انیمه     | [ ۱۲ ]                |
| 1999 | پوکمون فیلم ۲۰۰۰                          | $۱۳۳٬۹۴۹٬۲۷۰                | $۳۰٬۰۰۰٬۰۰۰ | انیمه     | [ ۱۸ ]                |
| 2000 | پوکمون ۳: فیلم                            | $۶۸٬۴۱۱٬۲۷۵                 | $۱۶٬۰۰۰٬۰۰۰ | انیمه     | [ ۱۱۲ ]               |
| 2001 | شهر اشباح                                 | $۳۹۵٬۵۸۰٬۰۰۰ ($۲۷۴٬۹۲۵٬۰۹۵) | $۱۹٬۰۰۰٬۰۰۰ | انیمه     | [ ۲ ] [ ۱۱۳ ] [ ۱۱۴ ] |
| 2002 | بازگشت گربه                               | $۶۵٬۰۰۰٬۰۰۰                 | —           | انیمه     | [ ۱۱۵ ]               |
| 2003 | لرزش‌های دوطرفه ۲                          | $۱۶۴٬۴۵۰٬۰۰۰                | —           | لایو-اکشن | [ ۱۴ ]                |
| 2004 | قلعه متحرک هاول (فیلم)                    | $۲۳۶٬۲۱۴٬۴۴۶                | —           | انیمه     | [ ۷ ]                 |
| 2005 | یاماتو (فیلم)                             | $۳۹٬۲۸۷٬۱۱۴                 | —           | لایو-اکشن | [ ۱۱۶ ]               |
| 2006 | حکایت دریای زمین                          | $۷۵٬۵۰۰٬۰۰۰                 | —           | انیمه     | [ ۵۱ ]                |
| 2007 | قهرمان (فیلم ۲۰۰۷)                        | $۸۰٬۴۰۰٬۰۰۰                 | —           | لایو-اکشن | [ ۴۸ ]                |
| 2008 | پونیو روی صخره کنار دریا                  | $۲۰۴٬۸۲۶٬۶۶۸                | —           | انیمه     | [ ۸ ]                 |
| 2009 | تازه‌کارها (مانگا)                         | $۸۸٬۰۵۵٬۲۴۳                 | —           | لایو-اکشن | [ ۳۷ ]                |
| 2010 | آریتی                                     | $۱۴۹٬۴۱۱٬۵۵۰                | —           | انیمه     | [ ۱۶ ]                |
| 2011 | بر فراز تپه شقایق                         | $۶۱٬۴۸۷٬۸۴۶                 | —           | انیمه     | [ ۱۱۷ ]               |
| 2012 | دل‌های شجاع: اومیزارو                      | $۹۱٬۸۸۴٬۳۵۲                 | —           | لایو-اکشن | [ ۳۶ ]                |
| 2013 | باد برمی‌خیزد                              | $۱۳۶٬۵۳۳٬۲۵۷                | —           | انیمه     | [ ۱۷ ]                |
| 2014 | با من بمان دورایمون                       | $۱۸۳٬۴۴۲٬۷۱۴                | —           | انیمه     | [ ۱۱ ]                |
| 2015 | دراگون بال ضد: رستاخیز اف                 | $۶۱٬۷۶۸٬۱۹۰                 | $۵٬۰۰۰٬۰۰۰  | انیمه     | [ ۱۱۸ ] [ ۱۱۹ ]       |
| 2016 | نام تو                                    | $۳۸۲٬۲۳۸٬۱۸۱ ($۳۵۸٬۳۳۱٬۴۵۸) | —           | انیمه     | [ ۳ ]                 |
| 2017 | پرونده بسته شد: نامه عاشقانه کریمسون      | $۶۳٬۱۴۷٬۵۷۶                 | —           | انیمه     | [ ۱۲۰ ]               |
| 2018 | دراگون بال سوپر: برولی                    | $۱۱۵٬۷۵۷٬۹۴۰                | $۸٬۵۰۰٬۰۰۰  | انیمه     | [ ۱۲۱ ]               |
| 2019 | فرزند آب‌وهوا                              | $۱۹۳٬۷۱۵٬۳۶۰                | —           | انیمه     | [ ۱۰ ]                |
| 2020 | شیطان‌کش: فیلم کیمتسو نو یائیبا: قطار موگن | $۵۰۶٬۵۲۳٬۰۱۳                | $۱۵٬۷۵۰٬۰۰۰ | انیمه     | [ ۱ ]                 |
| 2021 | جوجوتسو کایسن ۰ (فیلم)                    | $۱۹۵٬۸۷۰٬۸۸۵                | —           | انیمه     | [ ۹ ]                 |
| 2022 | سوزومه                                    | $۳۰۴٬۴۶۶٬۹۰۸                | —           | انیمه     | [ ۴ ]                 |